# アトラス (ゲーム会社)
株式会社アトラス（英: ATLUS. CO., LTD.）は、コンソール（ゲーム機）用ゲーム等の企画・開発を主な事業とする日本の企業。株式会社セガの完全子会社。コンピュータエンターテインメント協会正会員。

## 概要
英語表記は「ATLUS」で、ギリシア神話における巨人の「ATLAS」と異なる。また、8画は末広がりで縁起が良いという理由でカタカナ表記の「アトラス」と英語表記の「ATLUS」と両方とも8画になるようにしたとされる。
1986年4月7日に旧社が設立。1987年1月に、業務用アミューズメント機器の国内販売を開始。同年9月、ファミコン用ソフト『デジタル・デビル物語 女神転生』を開発し、ナムコより発売される。以降、女神転生シリーズの開発を担当し、同作のヒットにより名を知られるようになる。その後の活動については、下記の節を参照のこと。
2006年のインデックス（旧社）グループ入りを経て、2010年10月にインデックス（旧社）本体へ吸収合併され、同社のブランドとして存続していた。しかし、インデックス（旧社）の民事再生手続（その後民事再生手続廃止並びに破産手続開始）とそれに伴う新旧分離により、2013年11月1日に同年9月5日に設立されたインデックス（旧セガドリーム）へブランド並びに海外子会社の株式を譲渡したと同時に、社員もインデックス（旧社）を退職した上でインデックス（旧セガドリーム）へ再雇用された。
2014年4月1日付で実施された会社分割に伴い、インデックス（旧セガドリーム）は「株式会社アトラス」（新社）に商号変更した。このため、セガの子会社である新社と、2010年9月までの旧社並びに2010年10月から2013年10月までブランドを所有していたインデックス（旧社）とは資本関係は全くない別会社である。
コンシューマーゲームやソーシャルゲームのみを手掛けているが、かつてはプリント倶楽部などの業務用ゲームやアミューズメント施設も手掛けていた（後述）。

## 企業キャラクター
2017年3月21日まで存在したアトラスネット（アトラス製品情報サイト）に登場していたキャラクターは『真・女神転生』に登場した「ジャックフロスト」である。プリント倶楽部にも登場していたことから一時期は女子高生の間では「プリクラ君」と呼ばれていた。同社のマスコットキャラ的な存在と言える。
旧社の公式サイトには「ジャックフロスト」があちこちに登場していたが、2017年3月21日までの新社の企業情報サイトに登場していたキャラクターは『ペルソナ4』に登場した「クマ」である。

## 沿革
- 1986年4月 - コンピュータゲームの開発会社として旧法人（以下「旧社」）を設立。
- 1987年
  - 1月 - 業務用アミューズメント機器の国内販売を開始。
  - 9月 - ファミコン用ソフト『デジタル・デビル物語 女神転生』を開発し、ナムコ（後のバンダイナムコエンターテインメント）より発売される。
- 1989年
  - 3月 - 業務用カラオケ機器設備の販売を開始。
  - 8月 - アトラス初の直営アミューズメント施設である『アトラスシティ 明大前店』開業。
  - 12月 - アトラス初の自社ブランドとしてゲームボーイソフト『パズルボーイ』を発売。
- 1992年
  - 4月 - アトラス初の自社ブランドとなるアーケードゲーム『ブレイゾン』発売。
  - 10月 - シリーズ初のスーパーファミコンソフト『真・女神転生』を発売。
- 1994年 - アトラス直営では初の郊外型アミューズメント施設である『ムー大陸 宮原店』開業。
- 1995年
  - 7月 - 業務用として『プリント倶楽部』を販売。
  - 12月 - シリーズ初のセガサターンソフト『真・女神転生デビルサマナー』を発売。
- 1996年9月 - シリーズ初のPlayStationソフト『女神異聞録ペルソナ』を発売。
- 1997年10月7日 - ジャスダック上場（証券コード:7866）
- 1999年3月 - 米国子会社であるAtlus U.S.A., Inc.設立。
- 2000年8月 - 角川書店と資本・業務提携。
- 2001年
  - 4月 - 子会社の株式会社ムーシステムサービス（後の株式会社コンフォート）全株式を、アトラス元社員にMBO方式で売却。
  - 6月 - 子会社の株式会社アピエス全株式を、アトラス元社員にMBO方式で売却。
  - 10月 - 角川書店と共同でゲームソフトの直販流通を開始。
- 2003年
  - 2月 シリーズ初のPlayStation 2用ソフト『真・女神転生III-NOCTURNE』を発売。
  - 角川との提携を解消し、タカラ（後のタカラトミー）と資本および業務提携、タカラの連結子会社となる。
- 2004年9月 - 株式会社ビービーエムエフ（後の株式会社ビーグリー）と資本提携し、ビービーエムエフ社の約10%株主となる。
- 2005年2月 - 株式会社アトラスモバイルを設立。
- 2006年10月30日 - 当時タカラトミーの親会社であったインデックス・ホールディングス社による株式公開買い付けを受け入れる方針を発表。これにより、タカラトミーの連結子会社からインデックス・ホールディングス社の連結子会社となる。
- 2007年
  - 6月1日 - マーベラスエンターテイメント（後のマーベラス）よりマッドの全株式を取得し子会社化。
  - 8月21日 - 『腕魂』で骨折事故が発生したことを受け、『腕魂』筐体を自主回収。
  - 9月1日 - マッドを吸収合併。
- 2009年
  - 3月 - 業務用ビデオゲーム事業の内、販売から撤退（業務用ビデオゲームの開発並びにその他のアミューズメントマシンの開発・販売は継続）。
  - 4月22日 - アミューズメント施設「ムー大陸戸塚店」に強盗が押し入り、売上金と個人情報が入ったUSBメモリとフロッピーディスクが奪われる事件が発生[5]。
  - 4月24日 - 業務用アミューズメント機器のメンテナンスをセガ・ロジスティクスサービスへ委託[6]。
  - 12月1日 - アミューズメント施設運営事業を株式会社NEWS（後のレジャラン〈2代目〉へ吸収合併）へ分社し、NEWS株式の86%を中小企業レジャー機構（後のエフエルワイ）へ譲渡。アトラスはアミューズメント運営事業から撤退。
- 2010年
  - 2月12日 - 取締役会においてインデックス・ホールディングスによる株式交換によって同年5月10日の株式交換効力発生日から、同社の完全子会社になることを発表。
  - 3月26日 - 連結子会社だったシーアンドシーメディアの株式をオランダのPerfect World Europe B.V.へ譲渡するための株式譲渡契約を締結したことを発表[7]。これにより、保有していたシーアンドシーメディアの株式はすべて譲渡され、同年4月1日付で同社との連結子会社関係が解消される[8]。
  - 4月30日 - 上場廃止。
  - 10月1日 - 兄弟会社であったインデックスと共にインデックス・ホールディングスに吸収合併され、旧社が解散[9]。同時にインデックス・ホールディングスはインデックスに商号変更し、同社のブランドとなり、コンシューマーゲーム事業はインデックス コンシューマソフトウェア局が、アーケードゲーム事業はインデックス アミューズメントマシン局がそれぞれ継承。
- 2012年2月17日 - セガとゲームソフトの流通に関する契約を締結[10]。
- 2013年
  - 3月31日 - 北米におけるオンラインゲーム事業をマーベラスAQL（後のマーベラス）の北米の現地法人であるXSEED JKS,Inc.（後にMarvelous Entertainment USA, Inc.へ吸収合併）へ譲渡。
  - 6月27日 - インデックスが民事再生手続開始を申立、事実上倒産。
  - 7月5日 - インデックスが民事再生手続開始決定を受ける。
  - 9月5日 - セガがインデックスの支援スポンサー選考に先んじて、インデックスの事業を譲受する受け皿会社としてセガ100%の子会社のセガドリームを設立。
  - 9月18日 - インデックスの支援スポンサーがセガに決定したと同時に、セガドリームに2013年11月1日付で事業並びに海外子会社の株式の譲渡を行う契約を締結[11][12][13]。
  - 11月1日 - インデックスの新旧分離を実施し、セガドリームの商号を株式会社インデックス（新社）へ変更。同時にブランド並びにAtlus Holding Inc.とIndex Digital Media,Inc. の全株式をインデックス（旧社）からインデックス（新社）へ譲渡[14][15]。譲渡後はセガ（後のセガホールディングス）の1ブランドとして継続される[16][17]。
  - 12月1日 - 業務用アミューズメント機器事業をインデックス（インデックス アミューズメントマシン局）からセガ（後のセガ・インタラクティブ）へ移管[18]。インデックスは業務用アミューズメント事業からは撤退。
- 2014年
  - 4月1日 - インデックスの会社分割を実施。「株式会社インデックス」を「株式会社アトラス」（新社）に商号変更し、「株式会社インデックス」（後のiXIT株式会社）を新設分割設立する。本社を旧：株式会社インデックス コンシューマソフトウェア局が入居していたサンタワーズセンタービルに置く（本店所在地はセガ本社があるカナルサイドビルのまま変わらず）。同時にインデックスの米国子会社である Index Digital Media,Inc. を Atlus U.S.A., Inc. へ商号変更[19][18]。
  - 10月31日 - アトラスモバイルコンテンツのサービス終了。
- 2016年8月 - アジア地区におけるゲームソフト販売を、現地代理店経由から親会社であるセガによる直販へ変更[20]。
- 2017年
  - 3月22日 - 企業情報サイトと製品情報サイトである「アトラスネット」を統合した上で、公式サイトをリニューアル[21]。
  - 4月1日 - Atlus U.S.A., Inc.が、Atlus Holding Inc.を逆さ合併の形で吸収合併[22]。
- 2018年9月1日 - 本社所在地並びに本店所在地を西品川にある住友不動産大崎ガーデンタワー24階へ移転（新本社における業務開始は9月3日）[23][24][25][26]。
- 2019年3月30日・31日 - ゲームソフト初作リリースから30年を迎えたことを記念し、セガグループ所属企業全体が集うイベント「セガフェス2019」内にて、「大アトラス展」を開催[27]。

## 歴史

### 旧：アトラス時代
1986年4月、テーカン（後身：テクモ、現：コーエーテクモゲームス）に務めていた原野直也が、横山秀幸・岡田耕始・上田和敏・増子司ら、同社の同僚7名による独立の形で「株式会社アトラス」を設立。設立後の第1作は、『銀河伝承 ギャラクシーオデッセイ』（1986年11月6日発売）であった。当初はコンピュータゲームの開発のみを行い、発売は他社で行っていたが、1989年『パズルボーイ』より発売も自社で行うパブリッシャーとなる。1997年にジャスダックに上場し、1998年にユウビスと業務提携し、1999年にはアメリカ現地法人であるAtlus U.S.A.,Inc.を設立。
しかし、1999年3月期から赤字決算が続いた事から、2000年には角川書店（後のKADOKAWA）と資本・業務提携した。その一環として2001年に「新生アトラス経営改革プラン」を発表し、同年6月にアピエスなど連結子会社2社の株式を、アトラス元社員にMBO方式で売却した。
2003年（平成15年）には当時コナミ（後のコナミホールディングス）傘下だったタカラ（後のタカラトミー）と資本および業務提携した事に伴い、角川書店との提携を解消し、アトラスはタカラの連結子会社となった。
タカラの連結子会社となったアトラスは、同時にタカラからゲーム事業を譲受する。しかしタカラは、2005年（平成17年）に資本提携先をインデックスに変更し、2006年（平成18年）3月にはトミーと合併したため社名をタカラトミーへ変更した。タカラトミーは同年10月に当時親会社であったインデックス・ホールディングスによるアトラス株の株式公開買い付けを受け入れ、アトラスはインデックス・ホールディングスの連結子会社となった。
インデックスの子会社となったアトラスは、2008年8月に策定した中期経営計画により、2009年3月には業務用ビデオゲーム事業から撤退し、同年12月にはアミューズメント施設運営事業をNEWS（後のレジャラン〈2代目〉）へ分社化した。2010年5月にインデックス・ホールディングスによるアトラス株の株式交換を実施した。

### インデックス時代
旧社は、同年10月に兄弟会社であったインデックスと共にインデックス・ホールディングスに吸収合併されると同時に解散し消滅した。アトラスはインデックスのブランドとして存続する事になった。2012年2月にセガとゲームソフトの流通に関する契約を締結した。
インデックスは、旧社を吸収合併直後に、取引銀行であった日本振興銀行の経営破綻により経営が悪化。旧社時代からの子会社であったロッソインデックス株式の一部売却などを行ったが、旧社を吸収合併後した後の2011年8月期並びに2012年8月期の決算において、2期連続の最終赤字となり、かつ純資産においても債務超過に陥った（2011年8月期並びに2012年8月期の有価証券報告書には資産超過と記載した虚偽の有価証券報告書を提出しており、後の破産手続開始の際に債務超過が発覚した）。2013年6月27日に民事再生手続を申請し、同年7月5日に民事再生手続開始決定を受け、同年9月18日に民事再生スポンサーとなったセガに同年11月1日付でアトラスブランドを譲渡することを発表した（後述）。なお、2011年8月期並びに2012年8月期の正確な決算は未発表である。
インデックス（旧社）は、セガにアトラスブランドを譲渡して5か月後の2014年4月30日に民事再生手続廃止決定を受け、同年5月に会長と社長が金融商品取引法違反（有価証券報告書の虚偽記載）で逮捕され、同年7月31日に破産手続開始決定を受けた。その後インデックス（旧社）は2016年8月3日に破産手続結了決定を受け、法人格が消滅した。

### 新：アトラス時代
2013年9月18日にインデックスの民事再生スポンサーの選定先が発表され、アトラスのゲームソフト流通に関する契約を締結しているセガが支援スポンサーになると同時に、インデックスはセガとアトラスブランドを始めとする全事業並びに海外子会社の全株式を、セガが同年9月5日に設立した100%子会社であるセガドリームに、同年11月1日に141億円で譲渡する契約を締結した。セガドリームはインデックスの有利子負債などの負債は継承しない。
アトラスブランド並びにAtlus Holding Inc.とIndex Digital Media,Inc. の全株式は予定通り2013年（平成25年）11月1日付で同日にセガドリームから商号変更されたインデックス（以下新インデックス）へ譲渡された。譲渡と同時に、同時に旧インデックスから譲受した新インデックスの公式サイトからは同年10月31日以前のアトラスに関するプレスリリースは削除されたが、アトラス公式サイト（アトラスネット）における同年10月31日以前のアトラスに関する情報は残されている。制作スタッフなどの社員全員も2013年10月31日付で旧インデックスを退職し、新インデックスへ再雇用された。アトラスの制作体制並びに独立性はこれまで通り維持されている。セガはアトラスとのIP（知的財産）の相互乗り入れを実施している他、RPGに強みを持つアトラスを傘下にしたことで、これまで弱いとされたRPGも強化していく。セガの海外におけるコンシューマ事業に関しても、全世界で売上総数を想定しているアトラスの手法を取り入れた。セガサミーグループはこれまで行ってきたアトラスブランドのゲームソフト流通やセガ・ロジスティクスサービスが手掛けているアーケードマシンのメンテナンスの他にも、旧インデックスが保有していた権利を譲受したことで、アトラスブランドは完全にセガサミーグループが手掛けることになった。
2013年12月1日付で、アトラスブランドの業務用アミューズメントマシンの開発・販売は後述の通りセガ本体（セガのアーケードマシン事業は2015年4月1日付でセガ・インタラクティブが承継）へ吸収されたが、コンシューマゲームやソーシャルゲームなどのアトラスブランドの開発・販売はこれまで通り継続される。
2014年4月1日付で、新インデックスは会社分割を行い、「株式会社インデックス」を分割会社とした上で、「株式会社インデックス」は「株式会社アトラス」（旧：株式会社インデックス コンシューマソフトウェア局）に再度商号変更し、コンテンツ&ソリューション事業は承継会社となる「株式会社インデックス」（2代目、後のiXIT株式会社）として分割した。これにより、アトラスの商号が3年半ぶりに復活することになった。コピーライト表示もインデックスから、アトラスとセガホールディングス（2015年3月まではセガ）の連名に変更された。また、同時にインデックスの米国子会社である Index Digital Media,Inc. も Atlus U.S.A., Inc. に再度商号変更された。
アトラスのセガサミーグループ入りに伴い、2014年以降の東京ゲームショウにおけるアトラス製品の出展は、親会社であるセガのブースで出展している。アジア地区における販売も、2016年8月からは、現地の代理店経由からセガ直販（販売はセガの現地子会社が担当）へ切り替えられた。
2025年3月31日、YouTubeにて、公式アカウント「ATLUS GAME MUSIC」を開設。

## 過去に手掛けていた事業

### アーケードマシン事業・アミューズメント施設運営事業
かつては業務用ビデオゲームや業務用アーケードマシンもリリースしていた。アミューズメント施設運営に関しても、首都圏においては「ムー大陸」、「ゲームパニック」を直営で、関西圏でも子会社だったアピエスが展開していた。
自社開発の『豪血寺一族』シリーズ、ケイブ（2013年にアーケードゲーム事業から撤退）の開発した『怒首領蜂』などがある。セガ（後のセガ・インタラクティブ）と共同開発したプリントシール機『プリント倶楽部』は「プリクラ」の愛称で親しまれ大ヒットした。業務用の繋がりからか、2006年11月11日にβテストを開始したWindows用のMMORPG『女神転生IMAGINE』はケイブが開発・運営していたが、2016年5月31日にサービスが終了した。システム基板にTaito Type Xシリーズを採用したり、ネットワークサービスにNESiCAxLiveを採用するなど、タイトーとの関係も深かった。
旧社が角川書店と資本・業務提携していた2001年に、「新生アトラス経営改革プラン」に伴い、業務用アミューズメント機器のレンタル・メンテナンスを行っていた株式会社ムーシステムサービスの事業を新設で設立した有限会社ムーシステムサービスへ承継させた上で、株式会社ムーシステムサービスと株式会社アピエスの2社の全株式をアトラス元社員にMBO方式で売却した。同時に、株式会社ムーシステムサービスは株式会社コンフォートへ商号変更した上でスポーツ及びアミューズメント施設の運営事業へ業態変更した他、アミューズメント事業は関西圏からは一時撤退した。尚、コンフォートは、レジャラン（初代）の子会社となった後、2012年2月にレジャラン（初代）の関連会社である山崎屋の子会社となった。
旧社時代には、2007年6月にマーベラスエンターテイメント（後のマーベラス）からアミューズメント施設事業を分社化したマッドの全株式を取得してアミューズメント施設事業を拡大したが、2008年8月に、2011年7月期までに不振となっていたアミューズメント事業を縮小し、家庭用ゲームに経営資源を集中させる中期経営計画を発表。2009年3月に業務用ビデオゲーム事業の販売から撤退した（開発は継続）。首都圏で手掛けていたアミューズメント施設事業についても、2009年12月1日に株式会社NEWSへ分社化の上、旧社の親会社であったインデックス（旧社）の取引銀行であった日本振興銀行の関連会社である中小企業レジャー機構（後のエフエルワイ）へNEWSの一部株式を44億7200万円で譲渡して撤退。分社化当時は旧社が同社の株式の14%を保有、残り86%は中小企業レジャー機構が保有していたが、旧社も2010年5月に保有していたNEWS全株式を中小企業レジャー機構へ売却したと同時に、NEWSとの資本関係は完全になくなったが、NEWSと旧社→インデックス（旧社）との関係は資金の借入や店舗の契約関係などでインデックス（旧社）の破産手続開始決定後の2015年7月まで残っていた。尚NEWSは、2014年2月にレジャラン（初代）が全株式を取得してレジャラン（初代）の100%子会社となり、2016年4月1日付でレジャラン（初代）を吸収合併した上で商号を株式会社レジャラン（2代）へ変更した。旧社からNEWSへ運営移管されたアミューズメント施設18店舗の内、2023年11月現在でレジャランが営業している店舗は4店舗のみであり、残りの14店舗はNEWS→レジャラン（2代）への運営移管後に閉店した。
業務用アミューズメント事業は新社へブランド譲渡後も継承されたが、最後まで残っていた業務用ビデオゲーム開発、トレーディングカードゲームの開発・販売も、新社がブランドを譲受して1か月後の2013年12月1日に、新社の親会社であるセガ（後のセガ・インタラクティブ）へ吸収された。アトラスブランドで最後にリリースされたアーケードゲームは『イナズマイレブンGO バトリズム』であった。移管と同時に「トリプルキャッチャー」、「クルカステーション」などの旧社が開発した筐体の権利はセガ（後のセガ・インタラクティブ）へ移動した。尚、「クルカステーション」の稼働自体はセガ・インタラクティブ設立後の2015年9月4日に終了しており、「クルカステーション」と「プリント倶楽部」の修理サポート自体も2017年3月31日を以って終了した。これに伴い、同年4月1日以降は旧社が開発した筐体のサポートは一切受けられなくなったと同時に、アトラスブランドのアーケードゲーム筐体の歴史に幕を閉じた。

#### アーケードマシン・アミューズメント施設における事件・事故
2007年8月に、同年7月にリリースした腕相撲ゲーム『腕魂』でプレイしていた3人が骨折する事故が発生し、旧社は『腕魂』150台を自主回収した他、クレーンゲーム機である「トリプルキャッチャー」シリーズの電源スイッチから出火する事故も発生した。「トリプルキャッチャー」シリーズのサポートはインデックス（旧社）の民事再生手続申請後の2013年6月29日に終了したが、電源スイッチの交換に関してのみセガ・ロジスティクスサービスにて引き続き行っている。
2009年4月22日には、旧社が当時運営していたムー大陸戸塚店（横浜市）に4人組の強盗が押し入り、売上金約300万円、メダル預りシステムに登録されていた顧客情報が入ったUSBメモリとフロッピーディスクが奪われ、個人情報約1500件が流出するという事件が発生した。アトラスは顧客に謝罪し、後に犯人は逮捕されている。ムー大陸戸塚店はNEWSへ運営移管後、2013年9月に閉店した。

### パチスロ事業
旧社時代の2006年にはパチスロ・パロットへの進出を発表し、関連会社の株式会社アトムが開発したパチスロ・パロット機の販売を行うとしていたが、実際にはパロットの『CRPカリブの海賊』を市場に投入したのみで巨額の赤字を出す結果に終わり、2007年9月に撤退した。パチスロでは和田アキ子をモチーフとしたパチスロ機の開発を完了しており、保通協の型式試験を通過している。一般発売時の機種名募集も行われたが、お蔵入りとなった。

## かつてのグループ企業
全て旧：株式会社アトラス時代の子会社。
- 株式会社ムーシステムサービス - 2001年4月にアトラス元社員にMBO方式で売却し、業態変更した上で株式会社コンフォートへ商号変更。レジャランの子会社となった後、2012年2月に山崎屋の子会社化。
- 株式会社アピエス - 2001年4月にアトラス元社員にMBO方式で売却。
- 株式会社アトラスモバイル
- 株式会社マッド - 2007年9月1日付で株式会社アトラス（旧社）へ吸収合併。
- 株式会社シーアンドシーメディア - 2010年4月1日付でPerfect World Europe B.V.へ売却。
- 株式会社ロッソインデックス - インデックス（旧社）へ吸収合併後、2011年8月1日付でインデックス（旧社）保有株式の内、89.33%の株式を株式会社シィファクトリィへ売却し、2013年7月に解散。

## Atlus U.S.A.
北米の現地法人である「Atlus U.S.A., Inc.」（2014年3月31日までは「Index Digital Media,Inc.」）は、アトラスが100%出資する現地子会社。『Shin Megami Tensei :Nocturne』などのアトラスのゲームだけでなく、他社のゲームのローカライズも行っている。日本一ソフトウェアの『Disgaea』、バンプレストの『Super Robot Taisen』、ガイアの『Monster Kingdom』などが該当する。2017年4月1日付で、Atlus Holding Inc.を逆さ合併の形で吸収合併した。
かつては北米でオンラインゲーム事業を手掛けていたが、インデックス（旧社）傘下時代の2013年3月31日付で、マーベラスの北米の現地法人であるXSEED JKS,Inc.（後にMarvelous Entertainment USA, Inc.へ吸収合併）へ譲渡された。

## 関係人物
主要クリエイター
- 平岡直人
- 磯貝正吾
- 橋野桂
- 副島成記

在籍していた人物
- 岡田耕始
- 相原誠吾
- 里見直
- 新納一哉
- 村田蓮爾
- 鈴木一也
- 増子司
- 目黒将司
- 金子一馬